# Liván Osoria
Liván Osoria Rodriguez (Santiago de Cuba, 5 de fevereiro de 1994) é um voleibolista indoor profissional cubano que atua na posição de central.

## Carreira

### Clube
Começou a jogar profissionalmente pelo Santiago de Cuba na temporada 2014-15 em seu país  natal. Na temporada seguinte mudou-se para a Argentina para defender as cores do Obras San Juan Voley. Em 2019, atuando pelo Ciudad Voley, foi vice-campeão da Copa ACLAV. Após passar 6 anos atuando por clubes argentinos, assinou contrato com o clube francês Cambrai Volley para disputar a temporada 2021-22 na Ligue A. Em 2022, o central se transferiu para o AS Cannes.

### Seleção
Osoria é membro da seleção cubana de voleibol masculino. Em 2011 conquistou a medalha de bronze no Campeonato Mundial Sub-19, na Argentina, ao derrotar a seleção francesa por 3 sets a 0 sets. No ano seguinte voltou a vencer uma medalha de bronze, dessa vez, pela Liga Mundial de 2012, após vencer a seleção búlgara. Em 2016, representou seu país nos Jogos Olímpicos de Verão no Rio de Janeiro, que ficou em 11º lugar.
Seu primeiro título com a seleção profissional adulta cubana foi na Copa Pan-Americana de 2019. Dois meses após conquistou o título da Copa NORCECA.

## Clubes
| Anos      | Clube                |
| --------- | -------------------- |
| 2014–2015 | Santiago de Cuba     |
| 2015–2017 | Obras San Juan Voley |
| 2017–2018 | UNTREF Vóley         |
| 2018–2020 | Ciudad Voley         |
| 2020–2022 | Cambrai Volley       |
| 2022–     | AS Cannes            |